# Chloé (série télévisée)
Chloé (Chloe) est une mini-série britannique créée par Alice Seabright, diffusée entre le 6 et le 21 février 2022 sur BBC One et depuis le 24 juin 2022 sur Prime Video.

## Distribution
- Erin Doherty (VF : Leslie Lipkins) : Becky Green
  - Eloise Thomas : Becky adolescente
- Billy Howle (VF : Benjamin Gasquet) : Elliot Fairbourne
- Pippa Bennett-Warner (en) (VF : Alice Taurand) : Livia
- Jack Farthing (VF : Marc Arnaud) : Richard
- Brandon Micheal Hall (VF : Frédéric Kontogom) : Josh
- Lisa Palfrey (en) (VF : Maïté Monceau) : Pam Green
- Poppy Gilbert (en) (VF : Julia Boutteville) : Chloe Fairbourne
  - Gia Hunter : Chloe adolescente
- Alexander Eliot (VF : Cédric Lemaire) : Phil Fulton
- Akshay Khanna (VF : Jonathan Le Guillou) : Anish
- Phoebe Nicholls (VF : Jessie Lambotte) : Tiggy

 Source et légende : version française (VF) sur RS Doublage et Doublage Séries Database